# Penichrolucanus
Penichrolucanus (лат.) — род жуков из семейства рогачи. Юго-Восточная Азия и Океания.

## Описание
Мелкие жуки (5—10 мм), продолговатые, блестящие, дорсо-вентрально сплющенные, от коричневато-красного до чёрного. Это одни из самых маленьких жуков-оленей (Lucanidae). Отличаются редуцироваными и довольно короткими лапками (слияние сегментов). В остальном они напоминают мелких навозных жуков (Aphodiinae). Челюсти самца не увеличены, но голова немного вытянута в сторону и имеет лопастную форму. Лопатовидная голова с глубоким U-образным вырезом спереди, фасеточные глаза имеют почковидную форму и сидят на макушке. Переднеспинка блестящая, пунктированная, субпрямоугольная, поперечная, примерно в два раза шире длины. Надкрылья равны по ширине переднеспинке и примерно в три раза длиннее их. У некоторых видов уменьшение числа антенномеров от 10 до восьми. Мирмекофильные и термитофильные виды. Например, экземпляры Penichrolucanus copricephalus и Penichrolucanus elongatus были найдены в Малайзии в гнездах термитов Hospitalitermes. Вероятно, личинки поедают мертвый органический материал в гнёздах общественных насекомых.

## Систематика
Род был впервые выделен в 1863 году французским энтомологом Henri Deyrolle (1827–1902), на основании единственного вида Penichrolucanus copricephalus Deyrolle, 1863 и в настоящее время включает около 10 видов с учётом таксона Xizangia Zhang, 1988. В 1993 году Xizangia был сведён в синонимы к Penichrolucanus. Некоторые авторы рассматривают Xizangia в качестве отдельного рода с видами Xizangia cryptonychus и Xizangia qiuae Huang & Chen, 2022 (Юньнань, Китай). Вместе с Brasilucanus alvarengai Vulcano & Pereira, 1961 и Brasilucanus acomus Ratcliffe, 1984 (Южная Америка) выделяют в трибу Penichrolucanini, которую рассматривают сестринской к Figulini внутри подсемейства Lucaninae (или даже выделяют в отдельное подсемейство Penichrolucaninae Arrow, 1919).
- Penichrolucanus alleni Bartolozzi, 2015 — Филиппины[2]
- Penichrolucanus copricephalus Deyrolle, 1863 — Малайзия[9]
- Penichrolucanus cryptonychus (Zhang, 1988) — Тибет[4]
- Penichrolucanus elongatus Arrow, 1935 — Малайзия[10]
- Penichrolucanus hirohiro Nagai, 2001 — Сулавеси[11]
- Penichrolucanus leveri Arrow, 1938 — Новая Гвинея, Соломоновы острова[12]
- Penichrolucanus martinii Schenk, 2006 — Сабах[13]
- Penichrolucanus nicobaricus Arrow, 1935 — Андаманские и Никобарские острова[10]
- Penichrolucanus sumatrensis Arrow, 1935 — Суматра[10]
- †Penichrolucanus kabakovi Nikolajev, 2010 — Забайкалье, Сибирь[14]